# Taghramt
Taghramt (en àrab تغرامت, Taḡrāmt; en amazic ⵜⴰⵖⵕⴰⵎⵜ) és una comuna rural de la província de Fahs-Anjra, a la regió de Tànger-Tetuan-Al Hoceima, al Marroc. Segons el cens de 2014 tenia una població total de 8.706 persones. És la comuna més septentrional del Marroc, situada a l'estret de Gibraltar. Limita a l'est amb la ciutat autònoma espanyola de Ceuta i la prefectura de M'diq-Fnideq; al nord, amb el mar; a l'oest, amb les comunes de Ksar El Majaz i Anjra; i al sud, amb la província de Tetuan.